# بابا کریسمس (کتاب)
بابا کریسمس (انگلیسی: Father Christmas) یک کتاب تصویری کودکان بریتانیایی است که توسط ریموند بریگز نوشته و طراحی شده و توسط همیش همیلتون در سال ۱۹۷۳ منتشر شده‌است. بریگز برنده مدال سالانه کیت گرینوی از انجمن کتابخانه شد و جایزه بهترین تصویرسازی کتاب کودک سال توسط یک شهروندان بر یتانیا را برنده شد. یک هیئت ادبی آن را یکی از ده اثر برتر برنده معرفی کرد که برگه رای‌گیری برای یک انتخابات عمومی مورد علاقه ملت را تشکیل داده‌است.